# Dracena (kommun)
Dracena är en kommun i Brasilien.   Den ligger i delstaten São Paulo, i den södra delen av landet, 700 km sydväst om huvudstaden Brasília. Antalet invånare är 43 263.
Följande samhällen finns i Dracena:
- Dracena

Trakten runt Dracena består i huvudsak av gräsmarker. Runt Dracena är det mycket glesbefolkat, med 4 invånare per kvadratkilometer.